# Nawsie
Nawsie – wieś w Polsce położona w województwie podkarpackim, w powiecie ropczycko-sędziszowskim, w gminie Wielopole Skrzyńskie. Wieś ma status sołectwa. Leży nad rzeką Wielopolką dopływem Wisłoki.
| SIMC    | Nazwa        | Rodzaj     |
| ------- | ------------ | ---------- |
| 0666590 | Bucze        | część wsi  |
| 0666609 | Budzisz      | część wsi  |
| 0666615 | Debrza       | część wsi  |
| 0666621 | Folwark      | część wsi  |
| 0666638 | Kamieniec    | część wsi  |
| 0666644 | Kąt          | część wsi  |
| 0666650 | Nawsie Dolne | część wsi  |
| 0666667 | Nawsie Górne | część wsi  |
| 0666673 | Radaj        | część wsi  |
| 0666710 | Rzeki        | przysiółek |
| 0666680 | Stachorówka  | część wsi  |
| 0666696 | Ścieżki      | część wsi  |
| 0666704 | Zawierów     | część wsi  |

W latach 1975–1998 miejscowość administracyjnie należała do województwa rzeszowskiego.
Miejscowość jest siedzibą parafii św. Andrzeja Boboli, należącej do dekanatu Wielopole Skrzyńskie, diecezji rzeszowskiej.